# 缸瓦窑
缸瓦窑，辽代官窑，创烧于辽代早期，延续至金元。窑址位于今内蒙古自治区赤峰市松山区猴头沟乡缸瓦村，按照发现地命名为赤峰缸瓦窑，又称赤峰窑，日本人讹作“乾瓦窯”。其窑场范围较大，持续时间较长，产品以白瓷为主，兼烧白地黑花、茶叶末釉、三彩及单色釉等器物，是辽代陶瓷的代表。1996年窑场遗址被列入全国重点文物保护单位名录。

## 遗址简介

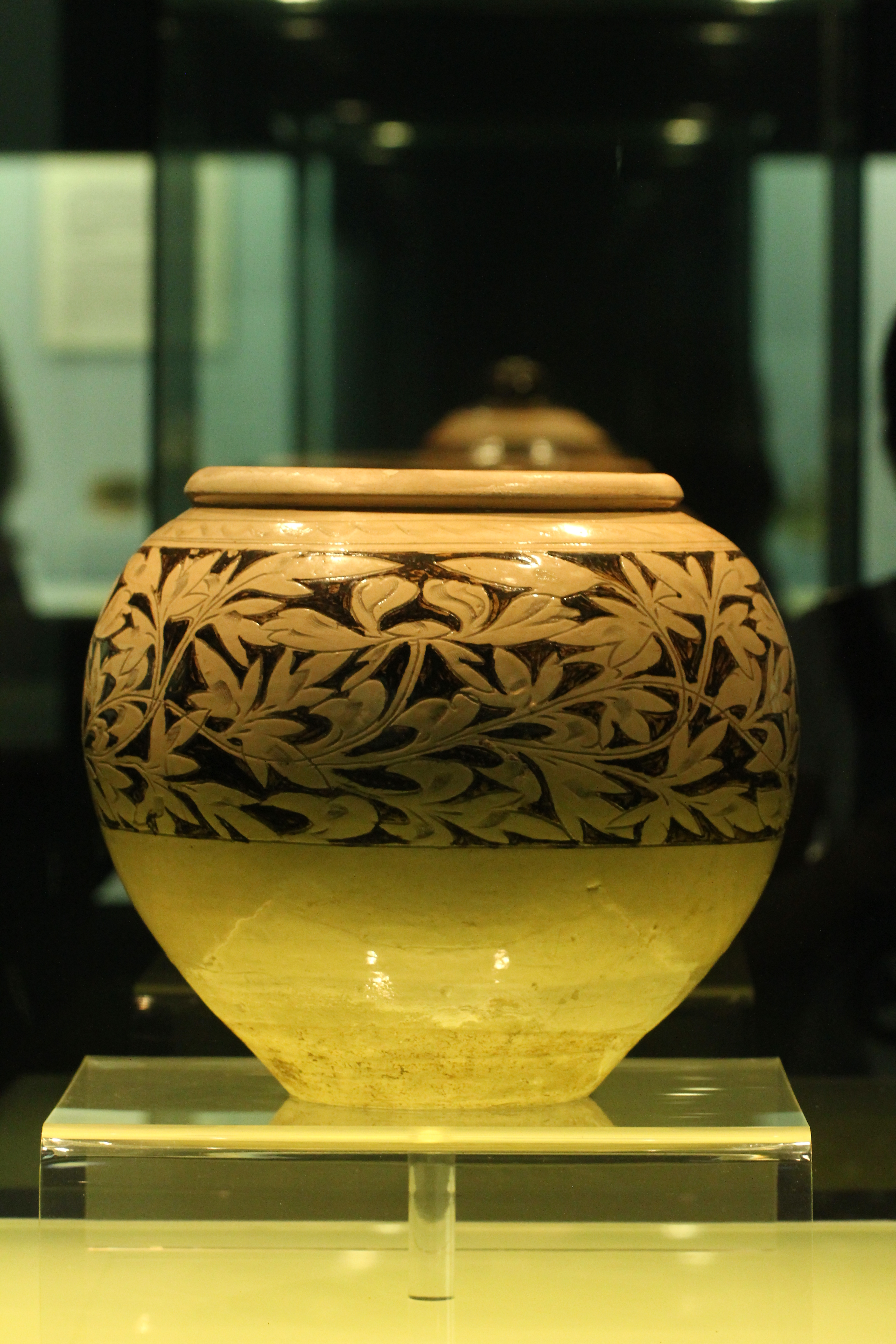
白釉划花填黑彩牡丹纹罐
上海博物馆收藏

缸瓦窑窑址规模很大，覆盖面积达3至5平方公里，文化堆积厚达1至4米，远超同时期其他窑场。现有龙窑遗址一座，为北方地区所罕见。周边自然及商业环境均适于陶瓷制造：南部有乌台图河，地下水也很充沛，解决了水源问题；四周林木茂盛，解决了燃料问题；南部山中至今仍留有大量的瓷土，原料不会匮乏；据此不远的松山州更是辽人商贾集散地。该窑以产品多样、并具有典型契丹游牧民族特点的瓷器而著称，对于研究契丹社会、文化、经济以及制瓷工艺水平等方面，具有重要意义。

## 发展历史
据信，在缸瓦窑从事制瓷的工人均为汉人，大多是由磁州窑、定窑等处俘获、迁徙而来。辽代仿效宋代，设置官窑，同时烧造一种低温釉陶，即辽三彩。